# Бережна Надія Михайлівна
Наді́я Миха́йлівна Бережна́ (* 1988) — українська синхроністка, бронзова призерка чемпіонатів Європи, майстер спорту міжнародного класу.

## З життєпису
Народилась 1988 року в місті Харків. 2006 року завоювала бронзову медаль у довільній комбінації на Чемпіонаті Європи з синхронного плавання серед юніорів, який проходив у Бонні.
Брала участь у Чемпіонаті світу з водних видів спорту 2007 та Чемпіонаті світу з водних видів спорту 2009 в командних технічних програмах, командній довільній програмі та довільній комбінації.
Брала участь у Чемпіонаті Європи з водних видів спорту 2008 року в Ейндховені, здобула дві бронзові медалі в командних довільних програмах і довільній комбінації.